# Cesare Garboli
Cesare Garboli (Viareggio, provincia de Lucca, 1928 - Roma, 11 de abril de 2004) fue un escritor, ensayista, traductor y crítico literario italiano, uno de los más originales e influyentes de la segunda mitad del siglo XX. Sus traducciones y estudios sobre Molière fueron decisivos para recuperar su obra en Italia. Otros autores a los que dedicó trabajos importantes fueron Dante, Leopardi, Pascoli, Antonio Delfini, Roberto Longhi, Sandro Penna, Montale, Natalia Ginzburg, Elsa Morante y Mario Soldati, entre otros muchos.

## Biografía
A principios de 1951 Garboli empezó a trabajar como redactor en la Enciclopedia dello Spettacolo, dirigida por Fedele e Sandro D'Amico; al tiempo, colabora con el actor y comediógrafo Eduardo De Filippo y preparar la edición de su epistolario, que finalmente no se publicará.
La actividad literaria de Garboli estaba vinculada en su mayor parte al mundo editorial. Trabajó para las editoriales Feltrinelli, Vallecchi, Mondadori y Adelphi (en esta última se encargó de la colección de textos «inéditos, raros e inencontrables»). A partir de 1962 asumió la dirección de la revista Paragone (que habían fundado en 1959 Roberto Longhi y Anna Banti).
En 1967 trabajó para Il Saggiatore y tuvo una breve experiencia laboral en los Estados Unidos, al término de la cual regresará a Italia para dirigir la colección Scritture. Durante este primer periodo de su carrera literaria publicó numerosos artículos y ensayos en periódicos y revistas. En 1969 los recogió en un libro titulado La stanza separata y publicado en Mondadori.

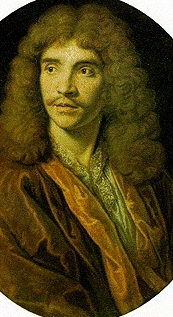
Retrato del comediógrafo francés Molière. Cesare Garboli tradujo y estudió su obra.

En 1971 desplegó una intensa actividad académica, periodística y creadora: fue titular de una cátedra de Literatura en la Universidad de Macerata, dio clases en el Politécnico de Zúrich, colaboró con Mario Soldati en programas televisivos y con Mario Bava en guiones para el cine.
En 1972 decide abandonar la universidad y volver al trabajo editorial en Mondadori, al tiempo que traduce a autores como Shakespeare, Marivaux, André Gide, Harold Pinter y Molière. Por este último sentía una especial afinidad que le llevará en 1976 a publicar su libro Molière. Saggi e traduzioni (Einaudi).
Conoció en estos años 70 al poeta Sandro Penna, de quien Garboli publicará en 1984 los ensayos Penna Papers.
Garboli dirigió junto a Natalino Sapegno el prestigioso Premio Viareggio tras la muerte de Leonida Rèpaci en 1985.
En 1990 Garboli publicó dos libros importantes. El primero se tituló Falbalas. Immagini del '900 y contiene escritos misceláneos basados en reflexiones sobre distintas imágenes. Según el propio Gárboli:

En su viaje por lo efímero, el tiempo se encuentra, de tanto en tanto, con obstáculos, hace pequeñas arrugas, y cada una de esas arrugas es uno de los artículos que he escrito.

Estos artículos tratan sobre el rostro de un amigo, la leyenda de Longhi, el tormento intelectual de Italo Calvino, el visceral de Elsa Morante, los fantasmas de Macchia, el genio de Petrolini, las ideas obligadas de Testori, la oscuridad y claridad de Fortini, la vida de Parise, la poesía de Eugenio Montale, Attilio Bertolucci, Sereni o Raboni.

El segundo libro de 1990 fue la antología Trenta poesie familiari di Giovanni Pascoli. A este mismo autor dedicaría en 2002 su última publicación antes de morir: fue una nueva y extensa antología en dos volúmenes de poesía y prosa. Pascoli es un escritor considerado triste y aburrido, que apenas se lee más allá que como obligación escolar. Garboli reivindicó su calidad y escribió que sus libros se podían tener

entre las manos en un viaje, o durante las vacaciones, o tras la cena, como cualquier libro de lectura, y también como una novela policiaca, un género con el que la poesía de Pascoli tiene cercanía, pues a menudo se encuentra en ella un misterioso asesino sin nombre y sin rostro.

En 2001 publicó en la editorial Einaudi Ricordi tristi e civili: en este libro recoge conversaciones, artículos y recensiones, comentarios culturales y políticos, pensamientos, entrevistas. Estos textos ya habían sido publicados entre 1972 y 1998. Trata asuntos muy diversos, desde el asesinato de Aldo Moro al Caso Tortora, del suicidio de Raul Gardini a la Loggia P2 en la Operación Gladio, etcétera.
Pianura proibita (Adelphi, 2002) fue su último libro de ensayos publicado en vida y con él ganó en Nápoles el Premio Elsa Morante. De nuevo, recopila textos ya publicados anteriormente, en este caso en Scritti Servili, en los que habla de autores como Mario Soldati, Italo Calvino, Goffredo Parise, Raffaele La Capria, Roberto Longhi, Anna Banti, Sandro Penna, Elsa Morante, Giorgio Bassani o Molière.
En los últimos meses de 2003 el escritor, pese a su debilitamiento físico, continuó su labor de crítico hasta que un empeoramiento de su salud le obligó a ser ingresado en la Clínica Quisisana de Roma, donde murió.